# Danh sách cầu thủ tham dự giải vô địch bóng đá U-19 châu Âu 2003
Các cầu thủ sinh trong hoặc sau ngày 1 tháng 1 năm 1984 được phép tham gia giải đấu. Tuổi của cầu thủ được tính đến ngày 16 tháng 7 năm 2003 – ngày khai mạc giải đấu. Các cầu thủ in đậm từng thi đấu cho đội tuyển quốc gia.

## Bảng A

### Ý
Huấn luyện viên:  Paolo Berrettini

| Số | VT | Cầu thủ            | Ngày sinh (tuổi)           | Trận | Bàn | Câu lạc bộ     |
| -- | -- | ------------------ | -------------------------- | ---- | --- | -------------- |
| 1  | TM | Marco Paoloni      | 21 tháng 2, 1984 (19 tuổi) | 4    | 0   | Roma           |
| 2  | HV | Damiano Ferronetti | 1 tháng 11, 1984 (18 tuổi) | 7    | 0   | Roma           |
| 3  | HV | Andrea Mantovani   | 22 tháng 6, 1984 (19 tuổi) | 9    | 0   | Torino         |
| 4  | TV | Gabriele Perico    | 11 tháng 3, 1984 (19 tuổi) | 8    | 2   | Atalanta       |
| 5  | HV | Mauro Belotti      | 13 tháng 5, 1984 (19 tuổi) | 9    | 1   | Atalanta       |
| 6  | HV | Giorgio Chiellini  | 14 tháng 8, 1984 (18 tuổi) | 13   | 1   | Livorno        |
| 7  | TV | Adriano D'Astolfo  | 23 tháng 3, 1984 (19 tuổi) | 10   | 0   | Lodigiani      |
| 8  | TV | Alberto Aquilani   | 7 tháng 7, 1984 (19 tuổi)  | 10   | 0   | Roma           |
| 9  | TĐ | Luigi Della Rocca  | 2 tháng 9, 1984 (18 tuổi)  | 7    | 1   | Bologna        |
| 10 | TV | Phápsco Lodi       | 23 tháng 3, 1984 (19 tuổi) | 9    | 9   | Empoli         |
| 11 | TĐ | Giampaolo Pazzini  | 2 tháng 8, 1984 (18 tuổi)  | 6    | 4   | Atalanta       |
| 12 | TM | Andrea Ivaldi      | 24 tháng 2, 1984 (19 tuổi) | 6    | 0   | Genoa          |
| 13 | HV | Giuseppe Scurto    | 5 tháng 1, 1984 (19 tuổi)  | 3    | 0   | Roma           |
| 14 | HV | Alessandro Potenza | 8 tháng 3, 1984 (19 tuổi)  | 5    | 0   | Internazionale |
| 15 | TV | Mirko Stefani      | 25 tháng 1, 1984 (19 tuổi) | 3    | 0   | Milan          |
| 16 | TV | Simon Laner        | 28 tháng 1, 1984 (19 tuổi) | 4    | 0   | Hellas Verona  |
| 17 | TV | Simone Padoin      | 18 tháng 3, 1984 (19 tuổi) | 5    | 0   | Atalanta       |
| 18 | TĐ | Raffaele Palladino | 17 tháng 4, 1984 (19 tuổi) | 2    | 2   | Juventus       |

### Liechtenstein
Huấn luyện viên:  Ralf Loose

| Số | VT | Cầu thủ             | Ngày sinh (tuổi)            | Trận | Bàn | Câu lạc bộ    |
| -- | -- | ------------------- | --------------------------- | ---- | --- | ------------- |
| 1  | TM | Daniel Steuble      | 21 tháng 3, 1984 (19 tuổi)  |      |     | Eschen/Mauren |
| 2  | HV | Christoph Bühler    | 31 tháng 1, 1987 (16 tuổi)  |      |     | Triesenberg   |
| 3  | HV | Sandro Maierhofer   | 31 tháng 5, 1985 (18 tuổi)  |      |     | Balzers       |
| 4  | TV | Reto Mündle         | 3 tháng 7, 1984 (19 tuổi)   |      |     | Vaduz         |
| 5  | HV | Franz-Josef Vogt    | 30 tháng 10, 1985 (17 tuổi) |      |     | Balzers       |
| 6  | HV | Matthias Biedermann | 13 tháng 8, 1985 (17 tuổi)  |      |     | Vaduz         |
| 7  | TV | Claudio Alabor      | 20 tháng 1, 1985 (18 tuổi)  |      |     | Ruggell       |
| 8  | TĐ | Pascal Söldi        | 23 tháng 2, 1984 (19 tuổi)  |      |     | Balzers       |
| 9  | TV | Martin Büchel       | 19 tháng 2, 1987 (16 tuổi)  |      |     | Ruggell       |
| 10 | TV | Christoph Frick     | 24 tháng 1, 1984 (19 tuổi)  |      |     | Vaduz         |
| 11 | TĐ | Mirco Stoffel       |                             |      |     |               |
| 12 | TM | Florian Meier       | 19 tháng 3, 1986 (17 tuổi)  |      |     | Ruggell       |
| 13 | TV | Michael Noser       |                             |      |     |               |
| 14 | HV | Marc Messenger      |                             |      |     |               |
| 15 | TV | Stefan Büchel       | 30 tháng 6, 1986 (17 tuổi)  |      |     | Ruggell       |
| 16 | TV | Sandro Hasler       | 7 tháng 12, 1985 (17 tuổi)  |      |     | Ruggell       |
| 17 | HV | Marco Ritzberger    | 27 tháng 12, 1986 (16 tuổi) |      |     | Vaduz         |
| 18 | TĐ | Raphael Rohrer      | 3 tháng 5, 1985 (18 tuổi)   |      |     | Schaan        |

### Na Uy
Huấn luyện viên:  Egil Olsen

| Số | VT | Cầu thủ                 | Ngày sinh (tuổi)            | Trận | Bàn | Câu lạc bộ      |
| -- | -- | ----------------------- | --------------------------- | ---- | --- | --------------- |
| 1  | TM | Rune Jarstein           | 29 tháng 9, 1984 (18 tuổi)  |      |     | Odd             |
| 2  | HV | Martin Overvik          | 1 tháng 4, 1984 (19 tuổi)   |      |     | Alta            |
| 3  | HV | Kristian Flittie Onstad | 9 tháng 5, 1984 (19 tuổi)   |      |     | Lyn             |
| 4  | HV | Vegard Lie              | 22 tháng 2, 1984 (19 tuổi)  |      |     | Odd             |
| 5  | HV | Gisle Refseth           | 21 tháng 3, 1984 (19 tuổi)  |      |     | Rosenborg       |
| 6  | HV | Eirik Bertheussen       | 2 tháng 4, 1984 (19 tuổi)   |      |     | Tromsø          |
| 7  | TV | Kjell André Thu         | 8 tháng 7, 1984 (19 tuổi)   |      |     | Ørn-Horten      |
| 8  | TĐ | Olav Tuelo Johannesen   | 23 tháng 2, 1984 (19 tuổi)  |      |     | Sandefjord      |
| 9  | TĐ | Branimir Poljac         | 17 tháng 5, 1984 (19 tuổi)  |      |     | Stabæk          |
| 10 | TV | Petter Vaagan Moen      | 5 tháng 2, 1984 (19 tuổi)   |      |     | Hamarkameratene |
| 11 | TV | Jone Samuelsen          | 6 tháng 7, 1984 (19 tuổi)   |      |     | Haugesund       |
| 12 | TM | Magnus Hjulstad         | 15 tháng 3, 1984 (19 tuổi)  |      |     | Vålerenga       |
| 13 | HV | Trond Erik Bertelsen    | 5 tháng 6, 1984 (19 tuổi)   |      |     | Haugesund       |
| 14 | HV | Tommy Edvardsen         | 26 tháng 12, 1984 (18 tuổi) |      |     | Vålerenga       |
| 15 | TV | Michael Røn             | 25 tháng 7, 1984 (18 tuổi)  |      |     | Fredrikstad     |
| 16 | TĐ | Daniel Fredheim Holm    | 30 tháng 7, 1985 (17 tuổi)  |      |     | Skeid           |
| 17 | TV | Trond Olsen             | 5 tháng 2, 1984 (19 tuổi)   |      |     | Bodø/Glimt      |
| 18 | TV | Henning Hauger          | 17 tháng 7, 1985 (17 tuổi)  |      |     | Stabæk          |

### Bồ Đào Nha
Huấn luyện viên:  Carlos Alberto Lopes Dinis

| Số | VT | Cầu thủ               | Ngày sinh (tuổi)            | Trận | Bàn | Câu lạc bộ         |
| -- | -- | --------------------- | --------------------------- | ---- | --- | ------------------ |
| 1  | TM | Paulo Ribeiro         | 6 tháng 6, 1984 (19 tuổi)   |      |     | Vitória de Setúbal |
| 2  | HV | Eurípedes Amoreirinha | 5 tháng 8, 1984 (18 tuổi)   |      |     | Alverca            |
| 3  | TV | Amaro Filipe          | 25 tháng 10, 1984 (18 tuổi) |      |     | Benfica            |
| 4  | HV | Miguel Ângelo         | 10 tháng 10, 1984 (18 tuổi) |      |     | Sporting CP        |
| 5  | TV | Rodrigo Ângelo        | 15 tháng 10, 1984 (18 tuổi) |      |     | Porto B            |
| 6  | TV | Sérgio Organista      | 26 tháng 8, 1984 (18 tuổi)  |      |     | Porto              |
| 7  | HV | João Pereira          | 25 tháng 2, 1984 (19 tuổi)  |      |     | Benfica            |
| 8  | TV | Daniel                | 6 tháng 5, 1984 (19 tuổi)   |      |     | Chaves             |
| 9  | TĐ | Hugo Almeida          | 23 tháng 5, 1984 (19 tuổi)  |      |     | Porto              |
| 10 | TĐ | Helio Pinto           | 29 tháng 2, 1984 (19 tuổi)  |      |     | Benfica            |
| 11 | TĐ | Paulo Sérgio          | 24 tháng 1, 1984 (19 tuổi)  |      |     | Sporting CP        |
| 12 | TM | Tecelão               | 30 tháng 3, 1984 (19 tuổi)  |      |     | Sporting CP        |
| 13 | TV | João Pedro            | 17 tháng 9, 1984 (18 tuổi)  |      |     | Boavista           |
| 14 | TV | Filipe Oliveira       | 27 tháng 5, 1984 (19 tuổi)  |      |     | Chelsea            |
| 15 | TV | Cadinha               | 1 tháng 9, 1984 (18 tuổi)   |      |     | Leixões            |
| 16 | TV | Pedro Pereira         | 3 tháng 1, 1984 (19 tuổi)   |      |     | Braga              |
| 17 | TM | Carlos Fonseca        | 5 tháng 1, 1985 (18 tuổi)   |      |     | Leixões            |
| 18 | TV | Flávio Igor           | 10 tháng 2, 1984 (19 tuổi)  |      |     | Porto B            |

## Bảng B

### Áo
Huấn luyện viên:  Paul Gludovatz
| Số | Vt | Cầu thủ             | Ngày sinh (tuổi)            | Số trận | Câu lạc bộ          |
| -- | -- | ------------------- | --------------------------- | ------- | ------------------- |
| 1  | TM | Robert Almer        | 20 tháng 3, 1984 (19 tuổi)  |         | Austria Wien        |
| 2  | HV | Thomas Lechner      | 22 tháng 10, 1985 (17 tuổi) |         | Grazer AK           |
| 3  | HV | Martin Lassnig      | 9 tháng 1, 1984 (19 tuổi)   |         | LASK                |
| 4  | HV | Jürgen Rauchbauer   | 15 tháng 5, 1984 (19 tuổi)  |         | Austria Wien        |
| 5  | HV | Markus Berger       | 21 tháng 1, 1985 (18 tuổi)  |         | SV Ried             |
| 6  | TV | Thomas Prager       | 13 tháng 9, 1985 (17 tuổi)  |         | Heerenveen          |
| 7  | TV | Klaus Salmutter     | 3 tháng 1, 1984 (19 tuổi)   |         | Sturm Graz          |
| 8  | TV | Pascal Velek        | 9 tháng 3, 1984 (19 tuổi)   |         | Austria Wien        |
| 9  | TĐ | Lukas Mössner       | 14 tháng 3, 1984 (19 tuổi)  |         | SC Freiburg         |
| 10 | TV | Salmin Čehajić      | 7 tháng 5, 1984 (19 tuổi)   |         | Rapid Wien          |
| 11 | TV | Jürgen Säumel       | 8 tháng 9, 1984 (18 tuổi)   |         | Sturm Graz          |
| 12 | TM | Thomas Vollnhofer   | 2 tháng 9, 1984 (18 tuổi)   |         | SKN St. Pölten      |
| 13 | HV | Mario Fürthaler     | 26 tháng 10, 1984 (18 tuổi) |         | SC Untersiebenbrunn |
| 14 | HV | Mario Bolter        | 1 tháng 7, 1984 (19 tuổi)   |         | SC Bregenz          |
| 15 | TV | Sandro Lindschinger | 18 tháng 10, 1985 (17 tuổi) |         | Sturm Graz          |
| 16 | TV | René Schicker       | 28 tháng 9, 1984 (18 tuổi)  |         | Áo Salzburg         |
| 17 | TV | Ernst Öbster        | 17 tháng 3, 1984 (19 tuổi)  |         | Áo Salzburg         |
| 18 | TĐ | Roman Kienast       | 29 tháng 3, 1984 (19 tuổi)  |         | Rapid Wien          |

### Cộng hòa Séc
Huấn luyện viên:  Michal Bílek
| Số | Vt | Cầu thủ          | Ngày sinh (tuổi)            | Số trận | Câu lạc bộ      |
| -- | -- | ---------------- | --------------------------- | ------- | --------------- |
| 1  | TM | Tomáš Černý      | 10 tháng 4, 1985 (18 tuổi)  |         | Sigma Olomouc   |
| 2  | HV | Václav Procházka | 8 tháng 5, 1984 (19 tuổi)   |         | Viktoria Plzeň  |
| 3  | HV | Lukáš Nachtman   | 11 tháng 5, 1984 (19 tuổi)  |         | Slavia Prague   |
| 4  | TV | Roman Hubník     | 6 tháng 6, 1984 (19 tuổi)   |         | Sigma Olomouc   |
| 5  | HV | Michal Kadlec    | 13 tháng 12, 1984 (18 tuổi) |         | Slovácko        |
| 6  | HV | Martin Pulkert   | 24 tháng 2, 1984 (19 tuổi)  |         | 1. HFK Olomouc  |
| 7  | TV | Ladislav Volešák | 7 tháng 4, 1984 (19 tuổi)   |         | Sparta Prague   |
| 8  | TĐ | Pavel Siranec    | 24 tháng 5, 1984 (19 tuổi)  |         | Sigma Olomouc   |
| 9  | TĐ | Adam Varadi      | 30 tháng 4, 1985 (18 tuổi)  |         | Baník Ostrava   |
| 10 | HV | Martin Klein     | 2 tháng 7, 1984 (19 tuổi)   |         | Sparta Prague   |
| 11 | HV | Michal Blažej    | 27 tháng 3, 1984 (19 tuổi)  |         | Hradec Králové  |
| 12 | HV | Milan Matula     | 22 tháng 4, 1984 (19 tuổi)  |         | Slovan Liberec  |
| 13 | TV | Josef Brodský    | 19 tháng 5, 1985 (18 tuổi)  |         | Marila Příbram  |
| 14 | TĐ | Petr Mikolanda   | 12 tháng 9, 1984 (18 tuổi)  |         | Viktoria Žižkov |
| 15 | TĐ | Petr Kobylík     | 8 tháng 5, 1985 (18 tuổi)   |         | Sigma Olomouc   |
| 16 | TM | Petr Bolek       | 13 tháng 6, 1984 (19 tuổi)  |         | Baník Ostrava   |
| 17 | TV | Pavel Malcharek  | 16 tháng 2, 1986 (17 tuổi)  |         | Vítkovice       |
| 18 | HV | Aleš Neuwirth    | 4 tháng 1, 1985 (18 tuổi)   |         | Baník Ostrava   |

### Anh
Huấn luyện viên:  Stuart Baxter
| Số | Vt | Cầu thủ           | Ngày sinh (tuổi)            | Số trận | Câu lạc bộ        |
| -- | -- | ----------------- | --------------------------- | ------- | ----------------- |
| 1  | TM | Luke Steele       | 24 tháng 9, 1984 (18 tuổi)  |         | Manchester United |
| 2  | HV | Justin Hoyte      | 20 tháng 11, 1984 (18 tuổi) |         | Arsenal           |
| 3  | TV | Peter Whittingham | 8 tháng 9, 1984 (18 tuổi)   |         | Aston Villa       |
| 4  | TV | John Welsh        | 10 tháng 1, 1984 (19 tuổi)  |         | Liverpool         |
| 5  | HV | Liam Ridgewell    | 21 tháng 7, 1984 (18 tuổi)  |         | Aston Villa       |
| 6  | HV | Andrew Davies     | 17 tháng 12, 1984 (18 tuổi) |         | Middlesbrough     |
| 7  | TV | Wayne Routledge   | 7 tháng 1, 1985 (18 tuổi)   |         | Crystal Palace    |
| 8  | TV | Ciaran Donnelly   | 2 tháng 4, 1984 (19 tuổi)   |         | Blackburn Rovers  |
| 9  | TĐ | Thomas Wright     | 28 tháng 9, 1984 (18 tuổi)  |         | Leicester City    |
| 10 | TV | Lee Croft         | 26 tháng 6, 1985 (18 tuổi)  |         | Manchester City   |
| 11 | TV | Stewart Downing   | 22 tháng 7, 1984 (18 tuổi)  |         | Middlesbrough     |
| 12 | HV | Steven Schumacher | 30 tháng 4, 1984 (19 tuổi)  |         | Everton           |
| 13 | TM | Lee Camp          | 22 tháng 8, 1984 (18 tuổi)  |         | Derby County      |
| 14 | HV | Alan Moogan       | 22 tháng 4, 1984 (19 tuổi)  |         | Everton           |
| 15 | HV | Dean Leacock      | 10 tháng 6, 1984 (19 tuổi)  |         | Fulham            |
| 16 | HV | Marcel McKie      | 22 tháng 9, 1984 (18 tuổi)  |         | Tottenham Hotspur |
| 17 | TĐ | Jerome Watt       | 20 tháng 10, 1984 (18 tuổi) |         | Blackburn Rovers  |
| 18 | TĐ | Dorryl Proffitt   | 2 tháng 5, 1985 (18 tuổi)   |         | Manchester City   |

### Pháp
Huấn luyện viên:  René Girard
| Số | Vt | Cầu thủ            | Ngày sinh (tuổi)           | Số trận | Câu lạc bộ    |
| -- | -- | ------------------ | -------------------------- | ------- | ------------- |
| 1  | TM | Florent Chaigneau  | 21 tháng 3, 1984 (19 tuổi) |         | Rennes        |
| 2  | HV | Abdelaziz Kamara   | 10 tháng 4, 1984 (19 tuổi) |         | Saint-Étienne |
| 3  | HV | Jérémy Berthod     | 24 tháng 4, 1984 (19 tuổi) |         | Lyon          |
| 4  | HV | Julio Colombo      | 2 tháng 2, 1984 (19 tuổi)  |         | Montpellier   |
| 5  | HV | Jacques Faty       | 25 tháng 2, 1984 (19 tuổi) |         | Rennes        |
| 6  | HV | Stéphen Drouin     | 27 tháng 1, 1984 (19 tuổi) |         | Rennes        |
| 7  | TV | Luigi Glombard     | 21 tháng 8, 1984 (18 tuổi) |         | Nantes        |
| 8  | TV | Hassan Yebda       | 14 tháng 5, 1984 (19 tuổi) |         | Auxerre       |
| 9  | TĐ | Sébastien Grax     | 23 tháng 6, 1984 (19 tuổi) |         | Monaco        |
| 10 | TV | Mourad Meghni      | 16 tháng 4, 1984 (19 tuổi) |         | Bologna       |
| 11 | TV | Yann Jouffre       | 23 tháng 7, 1984 (18 tuổi) |         | Nîmes         |
| 12 | TV | Emerse Faé         | 24 tháng 1, 1984 (19 tuổi) |         | Nantes        |
| 13 | TĐ | Sylvain Idangar    | 4 tháng 3, 1984 (19 tuổi)  |         | Lyon          |
| 14 | HV | Albin Ebondo       | 23 tháng 2, 1984 (19 tuổi) |         | Toulouse      |
| 15 | TV | Kévin Jacmot       | 22 tháng 3, 1984 (19 tuổi) |         | Lyon          |
| 16 | TM | Michaël Fabre      | 15 tháng 7, 1984 (19 tuổi) |         | Bologna       |
| 17 | HV | Grégory Bourillon  | 1 tháng 7, 1984 (19 tuổi)  |         | Rennes        |
| 18 | TV | Serisay Barthelemy | 6 tháng 1, 1984 (19 tuổi)  |         | Saint-Étienne |